# Chủ nghĩa trọng nông
Chủ nghĩa trọng nông hay trường phái trọng nông là một trong những trường phái kinh tế tiêu biểu, cho rằng nguồn gốc thuần túy của sự giàu có của mỗi quốc gia là từ sản xuất nông nghiệp hay các dạng phát triển đất đai khác.
Các nhà kinh tế học theo chủ nghĩa trọng nông sử dụng thuật ngữ tiếng Pháp laissez faire với nghĩa: chỉ có giá trị nông nghiệp là dạng hợp pháp của thu nhập quốc dân. Học thuyết này đã hình thành ở Đức, Ba Lan, Thụy Sĩ và nhiều nước khác, tuy nhiên chỉ ở Pháp nó mới phát triển nhất và trở thành một trường phái hoàn chỉnh, phổ biến nhất trong nửa sau của thế kỷ 18. Người đầu tiên mở ra học thuyết này là François Quesnay (1694–1774), và những đại biểu có ảnh hưởng lớn trong trường phái này là Victor de Mirabeau (1715-1789), Pierre Samuel du Pont de Nemours (1739-1817), Anne-Robert-Jacques Turgot (1727–1781). Đây là một trong những tư tưởng kinh tế tiền thân của trường phái kinh tế học hiện đại đầu tiên - trường phái kinh tế học cổ điển, ra đời với tác phẩm The Wealth of Nations (Sự giàu có của các quốc gia) của Adam Smith năm 1776.
Đóng góp đáng kể nhất của những nhà kinh tế học theo trường phái trọng nông là tạo nên một hệ tư tưởng về sản xuất tư bản chủ nghĩa. Khác với trường phái ra đời sớm hơn - trường phái trọng thương, trong đó cho rằng sự giàu có gắn liền với tích lũy vàng hay kết quả khả quan của cán cân thương mại, trường phái trọng nông chuyển đối tượng nghiên cứu từ lĩnh vực giao thương sang lĩnh vực sản xuất, đặt nền móng cho phân tích khoa học vấn đề tái sản xuất và phân phối xã hội. Điểm yếu cơ bản của chủ nghĩa trọng nông, theo quan điểm của kinh tế học hiện đại, là chỉ coi lao động nông nghiệp là có giá trị. Các nhà kinh tế học trọng nông nhìn nhận sản xuất hàng hóa và dịch vụ như là sự tiêu thụ các giá trị thặng dư trong nông nghiệp, trong khi các nhà kinh tế học hiện đại lại coi chúng là hoạt động sản xuất tăng thêm giá trị thu nhập quốc gia.

## Hoàn cảnh ra đời

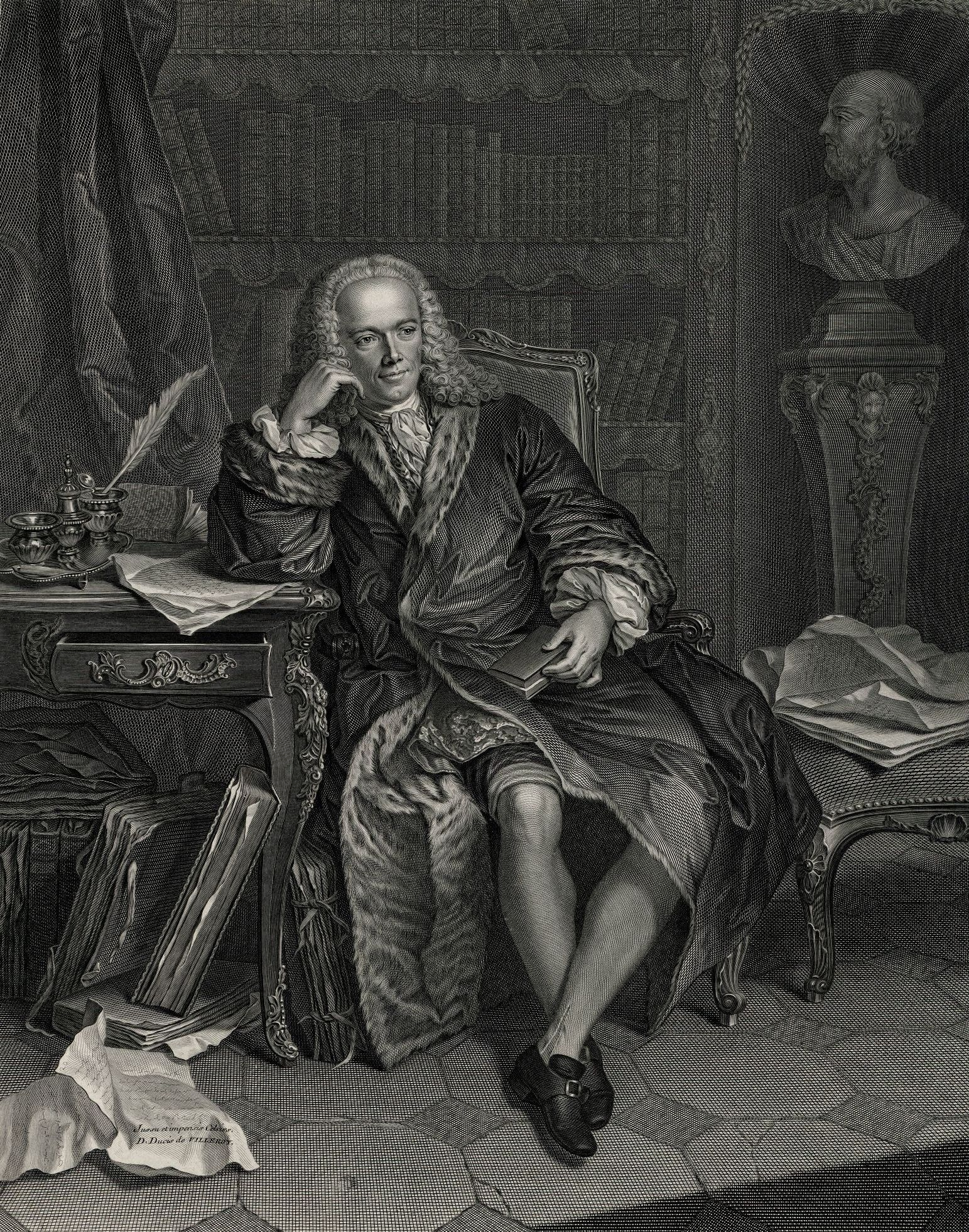
François Quesnay, đại diện tiêu biểu của chủ nghĩa trọng nông.

Từ thế kỉ 18, khi các nước tư bản chủ nghĩa đang lần lượt ra đời và phát triển như một hệ thống thế giới về mặt kinh tế, thì tư tưởng kinh tế của trường phái trọng thương không còn phù hợp về mặt lý luận trong hoàn cảnh phát triển của tư bản chủ nghĩa. Lúc này các công trường thủ công ngày càng được mở rộng, đòi hỏi phải có những lý thuyết kinh tế mới về tổ chức sản xuất nhằm đạt được những năng suất lao động xã hội cao hơn.

## Nội dung cơ bản
Chủ nghĩa trọng nông phê phán gay gắt những tư tưởng kinh tế phiến diện của trường phái trọng thương, cho rằng không phải "phi thương bất phú", với lý do: hoạt động thương nghiệp chỉ là hoạt động phục vụ tiêu dùng chứ không làm tăng thêm giá trị, nghĩa là không đem lại giàu có cho xã hội. Vì vậy trường phái trọng nông cho rằng phi nông mới là bất phú, vì chính ngành nông nghiệp trực tiếp sản xuất ra lương thực, thực phẩm - của cải vật chất chính yếu - nguồn gốc của sự giàu có.
Phần quan trọng của học thuyết này là tư tưởng rằng Nhà nước không nên can thiệp của vào quá trình kinh tế. Nhà nước chỉ đặt ra các điều luật cần thiết phù hợp với "quy luật tự nhiên" và sau đó các chức năng của Nhà nước sẽ phai mờ dần.
Chủ nghĩa trọng nông là tư tưởng kinh tế đầu tiên đề ra quy luật "sự giảm dần sản phẩm đất đai", theo đó, sự tăng thêm lao động vào đất sẽ dẫn đến một giới hạn mà sau đó là sự giảm dần năng suất lao động. Đó là cơ sở của quy luật năng suất biên giảm dần, phổ biến trong các học thuyết kinh tế hiện đại.
Trường phái trọng nông đã nêu ra những ý tưởng về việc phát triển ngành kinh tế nông nghiệp phải có sự quan tâm của nhà nước để họ yên tâm làm ăn trên đồng ruộng và có tích luỹ đầu tư cho phát triển nông nghiệp, đồng thời cũng nêu nên vấn đề thay đổi hoạt động cá thể riêng lẻ trong làm ăn nông nghiệp bằng việc tập trung đất đai để xây dựng thành các đồn điền, đưa nông nghiệp đi vào làm ăn lớn để chuyển từ nông nghiệp tiểu nông mang tính chất phong kiến sang nền nông nghiệp theo kiểu tư bản chủ nghĩa để có năng suất lao động nông nghiệp ngày càng cao, lương thực thực phẩm ngày càng sản xuất ra được nhiều hơn, đem lại sự giàu có cho đất nước.